# Leptogaster tropica
Leptogaster tropica là một loài ruồi trong họ Asilidae. Leptogaster tropica được Curran miêu tả năm 1934. Loài này phân bố ở vùng Tân nhiệt đới.